# Tørring gymnasium
Tørring gymnasium (tidigare Tørring amtgymnasium) är en gymnasieskola i Tørring, Danmark. Skolan har omkring 300-400 elever. Den grundades 1979 och har varit på sin nuvarande plats sedan 1981. En större utbyggnad skedde 2006. Bland annat Troels Lund Poulsen och Astrid Krag har gått på skolan.